# Позначення трофейної техніки у Третьому Рейху
Дана сторінка містить перелік позначень, які надавались у Третьому Райху для захопленого в боях військового обладнання інших країн.

## Історія
Перед Другою світовою війною Управління озброєнь Сухопутних військ Німеччини створило списки відомого озброєння, що перебувало в різних країнах, та присвоїло йому унікальні назви. Їх називали Fremdgerät (тр. «фремдґерат», пер. «іноземне обладнання») або Beutegerät (тр. «бойтеґерат», пер. «трофейне обладнання»), а характеристики було записано в 14-томному довіднику. Після захоплення значної кількості трофеїв, які називали Kriegsbeute (тр. «кріґсбойте», пер. «військові трофеї») Вермахт продовжив використання вже створених індексів, називаючи їх Beutenummern (тр. «бойтенуммерн», пер. «номери трофеїв»).
| Томи    | Німецький опис      | Зміст                             |
| ------- | ------------------- | --------------------------------- |
| D.50/1  | Handwaffen          | стрілецька зброя                  |
| D.50/2  | Maschinengewehre    | легкі та важкі кулемети           |
| D.50/3  | Werfer              | міномети                          |
| D.50/4  | Leichte Geschütze   | легка артилерія                   |
| D.50/5  | Schwere Geschütze   | важка артилерія                   |
| D.50/6  | Schwerste Geschütze | облогова та залізнична артилерія  |
| D.50/12 | Kraftfahrzeuge      | військові машини                  |
| D.50/14 | Pioniergeräte       | інженерне обладнання та вибухівка |

## Позначення

### Структура назви
Назва зазвичай мала таку структуру:
- калібр в сантиметрах (для гармат);
- тип техніки: протитанкова гармата, танк, гвинтівка тощо;
- назва моделі (Flak Breda 282(i)), рік (Panzer 38(t)), унікальний номер (Pak 154(b)) або нічого (Flak (e));
- модифікація через скісну риску (опціонально);
- код країни походження (необов'язково виробництва)[2].

|     | Розкриття      | Переклад (країна)                | Відомі приклади |
| --- | -------------- | -------------------------------- | --------------- |
| (a) | amerikanisch   | американський (США)              |                 |
| (b) | belgisch       | бельгійський                     |                 |
| (d) | dänisch        | данський                         |                 |
| (e) | englisch       | англійський (Велика Британія)    |                 |
| (f) | französisch    | французький                      |                 |
| (g) | griechisch     | грецький (Грецьке королівство)   |                 |
| (h) | holländisch    | голландський (Нідерланди)        |                 |
| (i) | italienisch    | італійський (Королівство Італія) |                 |
| (j) | jugoslawisch   | югославський                     |                 |
| (n) | norwegisch     | норвезький                       |                 |
| (ö) | österreichisch | австрійський                     |                 |
| (p) | polnisch       | польський (Польська республіка)  |                 |
| (r) | russisch       | російський (СРСР)                | Pak 36(r)       |
| (s) | schweizerisch  | швейцарський                     |                 |
| (t) | tschechisch    | чеський (Чехословаччина)         | Pz 38(t)        |
| (u) | ungarisch      | угорський (Угорське королівство) |                 |

## Списки
- Список трофейної стрілецької зброї Третього Райху[en]
- Список трофейної техніки Третього Райху